# Dietrich Hoffmann (Althistoriker)
Dietrich Hoffmann (* 7. April 1929 in Basel) ist ein Schweizer Althistoriker.
Dietrich Hoffmann wurde 1958 an der Universität Basel mit einer Arbeit zum Thema Das spätrömische Bewegungsheer und die Notitia dignitatum promoviert. In seiner Studienzeit trat er dem Schweizerischen Zofingerverein bei. Als im Zuge der universitären Umstrukturierungen in den 1970er Jahren an der Universität Hamburg eine dritte Professur für Alte Geschichte geschaffen wurde, wurde diese C-2-Professur mit Dietrich Hoffmann besetzt. Er lehrte als Professor von 1978 bis September 1994 in Hamburg.

## Schriften (Auswahl)
- Das spätrömische Bewegungsheer und die Notitia dignitatum (= Epigraphische Studien, Bd. 7). 2 Bände. Rheinland-Verlag, Düsseldorf 1969/70.